# シュロモ・ザブドウィッツ
シュロモ・ザブドウィッツ (英語: Shlomo Zabludowicz、ヘブライ語: שלמה זבלודוביץ', 1914年 - 1994年) は、ポーランド出身のユダヤ人/イスラエル人実業家、ホロコースト生還者。
ザブドウィッツは1914年にポーランドの都市ウッチのユダヤ人家庭に生まれた。彼の父親はユダヤ教の聖職者、ラビであった。第二次世界大戦でポーランドがドイツに占領された後、ザブドウィッツの一家はアウシュヴィッツ強制収容所に収容され、シュロモとその妻ポーラだけが生き延びる事ができた。
第二次世界大戦後、シュロモとポーラはスウェーデンを経由してフィンランドに移民した。1948年にイスラエルがユダヤ人の国家として独立を宣言し、続く第一次中東戦争が終わった後、1950年にザブドウィッツはフィンランドの重工業メーカーであるタンペラ社の協力を得て、タンペラ社製の大砲や迫撃砲のライセンス生産をおこなう子会社として、イスラエル国内にソルタム・システムズを設立した。
ザブドウィッツはフィンランドのタンペラとイスラエルのソルタムとの間の武器交易事業によって財を成し、1975年にイスラエルに移住した。1980年代以降には武器の売買から遠ざかり、投資などの事業を手掛けた。シュロモ・ザブドウィッツは1994年に亡くなった。
また、フィンランドにおいて、シュロモ・ザブドウィッツは二人の子供を授かった。1950年生まれの長女レベッカは後にアメリカ国籍を取得し、眼科医兼実業家のレベッカ・ベルデグランとして知られており、1953年生まれの長男ポジュ・ザブドウィッツはフィンランドおよびイギリスで実業家として成功し、またアートコレクターとしても知られている。イギリスのロンドン北部にある現代アート美術館 "ザブドウィッツ・コレクション" (Zabludowicz Collection)は、ポジュ・ザブドウィッツとその妻アニタの収集した現代アート作品を展示する私設美術館である。